# Eptesicus fuscus
Eptesicus fuscus (дослівно "пергач бурий, або рудий") — вид рукокрилих з роду Пергач (Eptesicus) родини Лиликові (Vespertilionidae).

## Поширення, поведінка

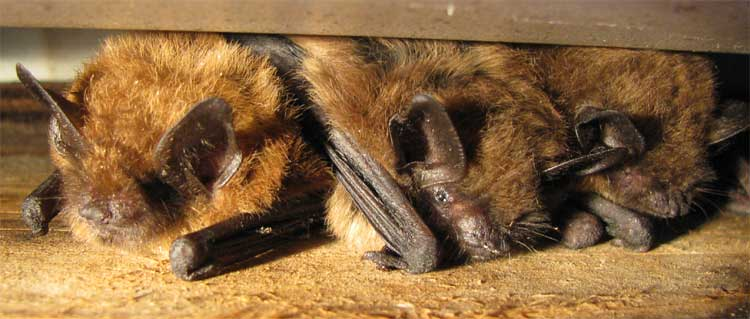
Eptesicus fuscus часто зустрічаються в будівлях

Країни поширення: Барбадос, Беліз, Бразилія, Канада, Колумбія, Коморські Острови, Коста-Рика, Куба, Домініка, Домініканська Республіка, Гватемала, Гаїті, Гондурас, Ямайка, Мексика, Нікарагуа, Панама, Пуерто-Рико, США, Венесуела.
Мешкає в містах і сільській місцевості, а найменш часто зустрічаються в густих лісових регіонах. Це комахоїдний кажан, що веде нічний спосіб життя. Полює в основному на жуків, використовуючи міцний череп і потужні щелепи, щоб жувати жуків через жорсткий хітиновий екзоскелет. Він також їсть інших літаючих комах, у тому числі це молі, мухи, оси, мурашки що літають і бабки. Швидкість польоту на відкритому повітрі може розвиватися до 33 км/год. Тварина робить 9 махів крильми за секунду. Eptesicus fuscus використовує ехолокацію для орієнтації та полювання.
З листопада тварини впадають в сплячку поодинці або невеликими групами. Перед сплячкою кажани наїдаються. Середня вага перед зимівлею становить 21 г, а до квітня, тварини втрачають близько 25% від цієї ваги. Ці кажани можуть жити до 19 років.

## Опис
Це середніх розмірів кажан з сильним тілом, великою широкою головою і широким носом. Загальна довжина становить від 87 до 138 мм при вазі 11-23 гр. Самиці трохи більші, ніж самці. Вуха короткі, крила короткі та широкі. Шерсть м'яка і звернена назад, зазвичай близько 10 мм. Колір варіюється від світло-коричневого до темно-шоколадно-коричневого, хутро черева світліша, ніж хутро на спині.